# Католически училища по българските земи
Католически училища по българските земи са създавани към католическите манастири, църкви и мисионерски мисии с цел пропагандиране на католицизма в България. Католическите училища в България са закрити през 1948 г. Изиграват своята прогресивна роля за ограмотяване на българите през XVII век и създаване на българската интелигенция през втората половина на XIX и първата половина на XX век.

## XVII век
В началото на XVII в. францискански мисионер и първи католически епископ на България – Петър Солинат основава Чипровския манастир. Към него през 1624 г. по време на епископ Илия Маринов е основано първото католическо училище в Чипровци, което по-късно прераства в семинариума (гимназия). По сведения на епископ Петър Богдан, католическият манастир в Чипровци е обитаван от Софийския епископ, помощника му, десет свещеници, четири послушници, както и учениците от училището, дошли от различни краища на страната – общо 30 деца. В манастира се помещава и голяма библиотека. Училища е имало и в съседните на Чипровци католически села.
По-късно епископ Филип Станиславов, възпитаник на семинариума в Чипровци, съгражда граматическо училище в село Трънчовица, от типа на училищата в тогавашна Западна Европа, в което се изучават латиница, латински език, богословски дисциплини и т.н., но също така и кирилица.
Богатата библиотека в Чипровци е загубена след Чипровското въстание. Може да се предположи, че бегълците от опожарения и разграбен от турците град са отнесли със себе си в съседните земи част от библиотеката и от архива си, използвани по-късно от Блазиус Клайнер да напише неговата „История на България“ и от други изследователи на българската история като Франц-Ксавер Иван де Пеячевич.
След Чипровското въстание католическите мисионери и свещеници са преследвани от турците в много от случаите наклеветявани от гръцкото духовенство. Липсват постоянни седалища на епископите, църкви и манастири. Българският католически клир се обучава в Италия.

## XIX и XX век
Видният български изследовател на католицизма в България проф. Светлозар Елдъров е анализирал подробно просветната дейност на католическите мисионери в края на XIX и началото на XX в. в своя труд Католиците в България 1878 – 1989. Историческо изследване, 2002.. Според него, една от характеристиките на католическото обучение през този период е, че то не е затворено в католическата общност, а е достъпно за представителите на всички народности и вероизповедания.
След пристигане на монасите от ордена на капуцините в България през 1841 г. се поставя началото на систематичното католическо обучение за младежи и девойки. Организирано обучение на деца към Пловдивската католическа енория започва през януари 1854 г. По инициатива на епископ Андреа Канова през 1863 г. в Пловдив се открива училище „Свети Андрей“, в което се приемат всички желаещи ученици, без оглед на вяра и националност. По-късно в училището е въведен и курс по френски език. От средата на учениците са първите чиновници в Източна Румелия. През 1866 г. е открито и девическо училище „Свети Йосиф“. Занятията за девойките се водят първоначално в капуцински манастир в града. Негови основателки са 4 монахини французойки от ордена на „Свети Йосиф“ – наричани „йосифинки“. В Русе също има мъжко и девическо училище още отпреди Освобождението.
Първото българско католическо училище в Солунско е открито през 1859 г. От 1886 до 1914 г. съществува Солунска българска семинария в местността Зейтилник на 4 км от Солун. Въпреки че формално е наречено семинария, училището реално е гимназия с два отдела – просветен и занаятчийски. Първият отдел осигурява богословско и средно образование, а вторият – практически занаяти. Гимназията е поддържана от лазаристки мисионери.
С папски декрет през 1862 г. се разрешава да се разкрие униатска мисия в Одрин и за неин пръв настоятел е определен поляка Игнатий Качановски – мисионер от обществото на възкресенците. Той пристига в Одрин през юли 1863 г., където основава първоначално българо-католическо училище. Така се поставят основите на училище което ще прерасне в Одринската българска католическа гимназия. След 1879 г. голяма част от учениците от горните курсове напускат гимназията, тъй като новосъздадената Българска държава има нужда от кадри, които владеят френски език. Към гимназията отеците възкресенците поддържат духовна семинария за подготовка на източно-католически свещеници. Гимназията е закрита през 1929 г. Свое училище и семинария в Одрин поддържат от 1897 г. и отците успенци.
От 1881 г. до Балканската война в Одрин съществува девическият колеж „Мария Лурд“, поддържан от обществото сестри на милосърдието. В града съществува и девическо българо-католическо основно училище.
Проф. Светлозар Елдъров определя френския колеж „Свети Августин“ на отците успенци в Пловдив като флагман на католическото образование в България. Само за няколко години си спечелва международно признание. През него минават над 15 хил. ученици. Сред преподавателите и възпитаниците на колежа са знаменити българи, известни учени, юристи, медици и общественици.
През август 1879 г. в София отец Тимотей Строна основава девическото училище „Свети Йосиф“ с помощта на сестрите-йосифинки. През 1881 г. с негова помощ е основано мъжкото училище „Св. св. Кирил и Методий“, което става най-голямото католическо учебно заведение в София. То е поддържано от братята на християнските училища и има търговски профил. Освен в София и Пловдив, монахините йосифинки имат и колеж в Бургас – „Свети Йосиф“. Обучението в тези колежи е на френски език. В девическото училище „Санта Мария в София обучението е на немски език и то се поддържа от клона на ордена Сестри на милосърдието на Свети Викентий от Пола в Загреб.
В Никополската епархия има няколко католически средни учебни училища. През 1896 г. френски монахини-сионки се установяват в Русе. През 1897 г. те основават девическия колеж „Нотър Дам Де Сион“, но също се грижат за девическата гимназия „Св. Мария“. Почти всички дисциплини са изучавани на френски език в двете училища. През 1897 г. френски монахини от ордена Oблатки на Успението се установяват във Варна и откриват девическото училище „Свети Андрей“. По същото време монаси от конгрегацията на успенците – един от които е отец Александър Шилие – основателя на френския колеж в Пловдив – основават католическия мъжки колеж „Свети Михаил“. След закриване на мъжкия колеж „Свети Михаил“ през 1934 г. на незавършилите младежи е разрешено да продължат образованието си в колежа „Свети Андрей“, с което последният става смесена реална гимназия.
Католически училища има също в Ямбол, Малко Търново, Свищов, Търново и Видин.
Съгласно Закона за чуждите училища в България от 1948 г. съществуващите католически училища са закрити.

## Галерия
- Френски колеж „Свети Йосиф“ в София
- Френски колеж „Свети Августин“ в Пловдив
- Френски колеж „Свети Андрей“ във Варна
- Френски колеж „Нотър Дам Де Сион“ в Русе

- Одринска българска католическа гимназия
- Българска семинария в Солун
- Католическа семинария в Стара Загора
- Католическо училище в Малко Търново